# Stanisław Ryłko
Stanisław Marian Ryłko (Andrychów (Polonia), 4 de julio de 1945) es un cardenal polaco de la Iglesia católica. Fue presidente del Pontificio Consejo para los Laicos (2003-2016) y arcipreste de la Basílica Papal de Santa María la Mayor (2016-2025). Fue nombrado cardenal en 2007.
Además de su polaco nativo, el cardenal Ryłko también habla italiano, inglés, alemán y español.

## Biografía

### Juventud y Ordenación Sacerdotal
Stanisław Ryłko, hijo de Władysław y Aurelia Ryłko, nació en Andrychów. Tiene un hermano y una hermana: Władysław (m. 2007) y Jadwiga. Se graduó en el Liceo de Maria Skłodowska-Curie en Andrychów en 1963 antes de entrar en el seminario de Cracovia, más tarde obtuvo su licenciatura en Teología Moral. Entonces, Ryłko viajó a Roma para estudiar en la Pontificia Universidad Gregoriana, donde se doctoró en Ciencias Sociales. Fue ordenado sacerdote por el cardenal Karol Wojtyła el 30 de marzo de 1969, en la Catedral de Wawel e hizo su trabajo pastoral en Poronin hasta 1971.

### Trabajo Pastoral
Ryłko fue el vicerrector del seminario de Cracovia hasta que se trasladó a la Academia Pontificia de Teología de Cracovia, dónde enseñaba Teología práctica. También fue secretario del comité para el apostolado laico de la Conferencia Episcopal polaca. En 1987 volvió a Roma y se hizo cargo de la sección de juventud del Consejo Pontificio para los Laicos; durante este tiempo, organizó la Jornada Mundial de la Juventud de 1989 y la de 1991. En 1992 fue trasladado a la sección polaca de la Secretaría de Estado de la Santa Sede.

### Obispo
El 20 de diciembre de 1995, Ryłko fue designado Secretario del Consejo Pontificio para los Laicos y Arzobispo titular de Novica por el papa Juan Pablo II. Recibió la Consagración Episcopal el 6 de enero de 1996 de Juan Pablo II, actuando como obispos auxiliares de la consagración el arzobispo Giovanni Battista Re y Jorge Mejía, en la Basílica de San Pedro. Como Secretario, Ryłko era el segundo cargo del Consejo Pontificio para los Laicos, del que más tarde han estado a su cargo Eduardo Pironio y James Stafford.
El 11 de enero de 1996 fue nombrado miembro del Pontificio Consejo para la Pastoral de los Emigrantes e Itinerantes y el 22 de febrero consultor de la Congregación para la Doctrina de la Fe.
El 4 de octubre de 2003, fue nombrado presidente del Consejo Pontificio para los Laicos. Después de la muerte de Juan Pablo II el 2 de abril de 2005, Ryłko y el resto de la Curia Romana, perdieron automáticamente sus cargos durante el período de sede vacante. Tras esto, el 21 de abril, después de la elección de Benedicto XVI como papa, este los confirmó en sus cargos.

### Cardenal
El papa Benedicto XVI lo nombró cardenal diácono del templo romano de Sacro Cuore di Cristo Re en el consistorio del 24 de noviembre de 2007. Ryłko fue cardenal elector en los cónclaves de 2013 y 2025.
Además de sus funciones principales, el 12 de junio de 2008 fue nombrado por Benedicto XVI miembro de otras congregaciones de la Curia romana. Estas congregaciones son: la Congregación para las Causas de los Santos, la Congregación para los Obispos y la Pontificia Comisión para América Latina.
En agosto de 2010 el cardenal Ryłko presidió la eucaristía de clausura de la Peregrinación y Encuentro de Jóvenes (PEJ), que tuvo lugar entre el 5 y 8 de dicho mes en Santiago de Compostela con motivo del Año Santo Jacobeo.
El 5 de enero de 2011 fue nombrado uno de los primeros miembros del nuevo Pontificio Consejo para la Promoción de la Nueva Evangelización.
El 10 de febrero de 2015 fue nombrado miembro del Pontificio Comité para los Congresos Eucarísticos Internacionales ad quinquennium.
El 16 de julio de 2015 fue confirmado como miembro de la Pontificia Comisión para América Latina.
El 1 de septiembre de 2016 dejó el cargo de presidente del Consejo Pontificio para los Laicos, cuando las funciones de este dicasterio fueron asumidas por el nuevo Dicasterio para los Laicos, la Familia y la Vida.
El 28 de diciembre de 2016 fue nombrado arcipreste y administrador de la Basílica Papal de Santa María la Mayor.
El 4 de julio de 2018 fue nombrado miembro de la Pontificia Comisión para el Estado de la Ciudad del Vaticano ad quinquennium.
El 16 de diciembre de 2018 fue confirmado como miembro de la Congregación para los Obispos in aliud quinquennium.
El 28 de enero de 2020 fue confirmado como miembro del Comité Pontificio para los Congresos Eucarísticos Internacionales in aliud quinquennium.
El 2 de junio de 2020 fue confirmado como miembro de la Congregación para las Causas de los Santos in aliud quinquennium.
El 4 de julio de 2025 cumplió 80 años, la edad donde los purpurados pierden su condición de elector y suelen jubilarse. Aquel día el papa León XIV le agradeció su labor y nombró a Rolandas Makrickas como nuevo arcipreste de Santa María la Mayor.

### Relaciones con el mundo secular
El cardenal Ryłko ha dicho que ha llegado la hora de que los cristianos se liberen a sí mismos de su falso complejo de inferioridad conocido como el mundo secular, para ser valientes discípulos de Cristo.

### Jornada Mundial de la Juventud
El cardenal Ryłko alabó el trabajo de la Jornada Mundial de la Juventud durante el encuentro en Roma con los líderes de este evento eclesial.